# Kazuya Okazaki
Kazuya Okazaki,nacido 10 de mayo de 1972, es un ciclista profesional japonés ya retirado que fue profesional entre 2002 y 2009.

## Palmarés
| 1999 - 1 etapa del Tour de Hokkaido 2000 - 3º en el Campeonato de Japón en Ruta - 3º en el Campeonato de Japón Contrarreloj 2002 - Campeonato de Japón Contrarreloj - Campeonato Asiático en Contrarreloj - 2 etapas del Tour de Hokkaido - 2º en el Campeonato de Japón en Ruta 2003 - Tour de Okinawa - 3º en el Campeonato Asiático en Contrarreloj - Campeonato de Japón Contrarreloj | 2006 - 1 etapa del Tour de Kumano - 3º en el Campeonato de Japón Contrarreloj 2007 - Campeonato de Japón Contrarreloj 2008 - Campeonato de Japón Contrarreloj |

## Equipos
- Jura Suisse-Nippon Hoddo (2002)
- Nippon Hodo (2003)
- Nippo (2004-2005)
- Meitan Hompo-GDR (2007)
- EQA-Meitan Hompo-Graphite Design (01.2009-06.2009)